# Consejo Superior de los Colegios de Arquitectos de España
El Consejo Superior de los Colegios de Arquitectos de España (CSCAE), es el consejo a nivel estatal de los Colegios Oficiales de Arquitectos en España, y es el cuerpo profesional establecido para los arquitectos españoles. La sede del consejo se ubica en el Paseo de la Castellana, Madrid. 

## Historia
La fundación del CSCAE se inició por el consejo de arquitectos en 1929, establecido por el Decreto de Gobierno de 13 de junio de 1931, el cual fue ratificado por el tribunal constitucional español (Cortes Constituyentes) el 4 de noviembre de 1931.
El CSCAE incluye 17 consejos regionales, uno por cada una de las Comunidades Autónomas españolas, pero originalmente  tuvo los siguientes seis consejos regionales:
- Consejo de las provincias de La Coruña, Lugo, Orense, Pontevedra, Oviedo, León, Zamora, Salamanca y Palencia, localizado en León
- Consejo de las provincias de Álava, Vizcaya, Guipúzcoa y Navarra, localizado en Bilbao
- Consejo de las provincias de Lérida, Gerona, Barcelona, Tarragona, Huesca, Zaragoza, Teruel, Logroño y Baleares, localizado en Lérida
- Consejo de las provincias de Santander, Burgos, Soria, Segovia, Ávila, Madrid, Toledo, Ciudad Real, Cuenca, Guadalajara, Cáceres, Badajoz y Valladolid, localizado en Madrid
- Consejo de las provincias de Castellón, Valencia, Alicante, Albacete y Murcia, localizado en Valencia
- Consejo de las provincias de Huelva, Sevilla, Córdoba, Jaén, Granada, Almería; Málaga, Cádiz, África del norte y Canarias, localizado en Sevilla

Actualmente incluye los colegios regionales de las comunidades autónomas de Galicia [COAG], Asturias, Cantabria, Castilla y León (oeste), Castilla y León (este), La Rioja, Aragón, Cataluña, Valencia, Baleares, Murcia, Castilla-La Mancha, Extremadura, Andalucía [CACOA], Canarias y las ciudades autónomas de Ceuta y Melilla.

## Funciones
Desde su creación, y como corporación de derecho público (España), el Consejo Superior de los Colegios de Arquitectos de España reúne a todos los Colegios territoriales autonómicos para los objetivos de interés general como órgano que representa a los arquitectos, a nivel profesional, ante instituciones públicas y privadas, nacionales e internacionales. Además, coordina la Deontología (profesional). 
El ámbito de trabajo incluye temas jurídicos, técnicos, culturales e internacionales.
En el ámbito cultural el CSCAE coordina diferentes actividades para la difusión de la arquitectura y la promoción del patrimonio arquitectónico, patrimonio cultural y urbano. Para ello el CSCAE promueve acciones como los premios de arquitectura, la medalla de oro de la arquitectura, bienales de arquitectura y urbanismo, entre otras. En febrero de 2022 se han publicado las bases de la convocatoria de la XII Bienal Iberoamericana de Arquitectura y Urbanismo.

## Organigrama
La presidenta del CSCAE desde el 24 de febrero de 2022 es Marta Vall Llosera. Ejerce la presidencia con un equipo formado por vicepresidente primero, vicepresidente segundo, secretario y tesorero, ejercidos por Juan Antonio Ortiz, Moisés Castro, Laureano Matas y María José Peñalver, que su vez tienen representación como decano del Colegio Oficial de Arquitectos de Extremadura, decano del Colegio Oficial de Arquitectos de Cantabria y decana del Colegio Oficial de Arquitectos de Murcia, respectivamente.
Otros arquitectos que han ocupado la presidencia del Consejo Superior de los Colegios de Arquitectos de España han sido Luis Comerón, Carlos Hernández Pezzi, entre otros.

## Observatorio 2030
El Observatorio 2030 es una de las acciones promovidas por el CSCAE para activar el conocimiento de la Agenda 2030 y los Objetivos de Desarrollo Sostenible entre los ciudadanos. Las actuaciones se desarrollan con la participación colaborativa de instituciones públicas, privadas, así como organizaciones y asociaciones ciudadanas. Han publicado diversas guías ciudadanas como la Guía ciudadana de impulso a la rehabilitación y otros documentos para la rehabilitación de viviendas, rehabilitación de barrios, medidas y recomendaciones para rehabilitación energética de edificios, que comparten en abierto desde una página web.